# 52267 Rotarytorino
52267 Rotarytorino è un asteroide della fascia principale. Scoperto nel 1986, presenta un'orbita caratterizzata da un semiasse maggiore pari a 2,6694773 au e da un'eccentricità di 0,1595508, inclinata di 3,02535° rispetto all'eclittica.
L'asteroide è dedicato al "Rotary Club Torino", il terzo più vecchio Rotary Club d'Italia.